# Anasazi (X-Files)
Anasazi (Anasazi) est le 25e et dernier épisode de la saison 2 de la série télévisée X-Files. Dans cet épisode, qui fait partie de l'arc mythologique de la série, Mulder et Scully entrent en possession d'une cassette contenant des données classifiées et cryptées en navajo.
L'épisode, qui clôt la saison sur un cliffhanger attirant l'attention du public sur la série, a obtenu des critiques très favorables.

## Résumé
Dans une réserve indienne navajo du Nouveau-Mexique, un adolescent déterre un wagon couvert dans lequel il découvre le cadavre d'un extraterrestre. Il l'emmène à son grand-père, Albert Hosteen. Peu après, un hacker en contact avec les Lone Gunmen pénètre dans le système informatique du département de la Défense des États-Unis et télécharge des dossiers secrets sur les extraterrestres. Le Syndicat charge l'homme à la cigarette de résoudre le problème. Les Lone Gunmen vont trouver Mulder pour qu'il récupère la cassette de leur contact et en révèle publiquement les données. Ces dernières s'avèrent être cryptées mais Scully pense que le code de cryptage est en langage navajo. Lorsque Skinner pose à Mulder des questions au sujet de la cassette, Mulder, dans un état d'agitation extrême, s'en prend physiquement à son supérieur. Il encourt pour cet acte le renvoi du FBI.
Pendant ce temps, l'homme à la cigarette informe Bill Mulder que son fils est en possession des données volées. Bill Mulder contacte alors son fils pour qu'il passe le voir. De son côté, Scully cherche à faire décoder la cassette, une traductrice la mettant en contact avec un code talker. Alors qu'elle passe voir Mulder, absent de chez lui, un inconnu lui tire dessus mais la rate. Mulder arrive chez son père, qui se prépare à lui révéler tout ce qu'il sait sur la conspiration lorsqu'il est abattu par Krycek. Mulder, dans un état physique et mental de plus en plus instable, retrouve ensuite Scully, qui lui prend son arme pendant son sommeil pour le faire innocenter du meurtre de son père. À son réveil, Mulder prend cela très mal. De retour chez lui, il surprend Krycek et s'apprête à le tuer lorsque Scully, qui a découvert que la distribution d’eau potable de l'immeuble de Mulder était contaminée, l'en empêche en lui tirant dans l'épaule. Krycek prend la fuite.
Scully emmène un Mulder inconscient jusqu'au Nouveau-Mexique et lui révèle à son réveil qu'une drogue avait été introduite dans le système de distribution d’eau potable de son immeuble, causant ainsi son comportement psychotique. Elle lui présente ensuite Albert Hosteen, le code talker qu'on lui a recommandé. Hosteen travaille au décryptage des données de la cassette, dont certaines concernent Scully et Duane Barry. Scully rentre ensuite à Washington pour se présenter devant une commission du FBI. Le petit-fils d'Hosteen conduit Mulder au wagon couvert tandis que l'homme à la cigarette parvient à le localiser. À l'intérieur du wagon, Mulder trouve un monceau de cadavres, possiblement extraterrestres, qui présentent tous des traces de vaccin sur le bras. Il transmet sa découverte à Scully par téléphone lorsque l'homme à la cigarette arrive sur les lieux accompagné de militaires. Ne trouvant pas Mulder à l'intérieur du wagon, l'homme à la cigarette donne l'ordre de faire exploser celui-ci.

## Distribution
- David Duchovny : Fox Mulder
- Gillian Anderson : Dana Scully
- Peter Donat : Bill Mulder
- Floyd Westerman : Albert Hosteen
- Nicholas Lea : Alex Krycek
- William B. Davis : l'homme à la cigarette
- Mitch Pileggi : Walter Skinner
- Tom Braidwood : Melvin Frohike
- Dean Haglund : Richard Langly
- Bruce Harwood : John Fitzgerald Byers

## Production
Chris Carter travaille en collaboration avec David Duchovny sur l'histoire de l'épisode, qu'il décrit comme « l'aboutissement de tout un tas d'idées ». Carter rassemble ensuite ces idées dans un scénario en forme de cliffhanger qui pose plus de questions qu'il n'en résout. La révélation que le père de Mulder fait partie de la conspiration puis le meurtre de ce personnage ont pour but de « prouver que tout peut arriver dans X-Files ». Chris Carter fait une apparition dans l'épisode dans le rôle d'un des agents de la commission du FBI qui interroge Scully. La tagline habituelle du générique, The Truth Is Out There, est transformée pour l'épisode en Éí 'Aaníígóó 'Áhoot'é (ce qui signifie sensiblement la même chose en langage navajo).
Pour créer la carrière rocheuse du Nouveau-Mexique, l'équipe de décoration repeint entièrement une carrière abandonnée des environs de Vancouver en utilisant plus de 6 000 litres de peinture rouge. Ce décor requiert la permission d'associations écologistes locales. La technique du compositing, avec des images filmées au Nouveau-Mexique, est également utilisée pour rendre l'aspect général plus authentique. Pour créer l'illusion d'un wagon enterré, un immense trou est creusé dans le sol par explosion, les débris nécessitant ensuite 32 camions de chargement pour être enlevés. Selon Chris Carter, la mort apparente, bien que peu plausible, de Mulder dans cet épisode a attiré sur la série beaucoup d'intérêt de la part du public, intérêt qui se trouve confirmé après la pause estivale par des audiences en hausse pour le début de la 3e saison.

## Accueil

### Audiences
Lors de sa première diffusion aux États-Unis, l'épisode réalise un score de 10,1 sur l'échelle de Nielsen, avec 18 % de parts de marché, et est regardé par 16,60 millions de téléspectateurs.

### Accueil critique
L'épisode recueille des critiques très favorables. Dans leur livre sur la série, Robert Shearman et Lars Pearson lui donnent la note de 5/5. Sarah Stegall, du site Munchkyn Zone, lui donne la note de 5/5. John Keegan, du site Critical Myth, lui donne la note de 10/10.
Le magazine Entertainment Weekly lui donne la note de A, le qualifiant d'épisode « époustouflant » dont la fin est toutefois « frustrante ». Zack Handlen, du site The A.V. Club, lui donne la note de A-. Le site Le Monde des Avengers lui donne la note de 4/4.